# على الأراضي الخصبة (فلم)
على الأراضى الخصبة هو فيلم دراما أنتجه اردان كرال عام 1979. كتب محمود تالى أونجوران في البداية سيناريو الفيلم المأخوذ بنفس الاسم من رواية أورهان كمال لكن بسبب عدم إعجاب اردان كرال بالسيناريو فكتبه مجدداً الممثل تونجال كورتيز. تتناول القصة الأحداث التي حدثت للأصدقاء الثلاثة كوسا حسن، وبهليفان علي، ويوسف الذين جاؤوا إلى تشوكوروفا، واضطرواللعمل تحت ظروف صعبة. إن الفيلم الذي أنتهي تصويره عام 1979 قد منعه الحكم العرفي من العرض، بعد ذلك سرق شخص أو عدة أشخاص مجهولى الهوية نيجاتف الفيلم.بعد إيجاد نيجاتف الفيلم عُرض الفيلم دون تأخير في تركيا بعد 28 عام. إن نتيجة التصويت التي أُقيمت في ستراسبورغ عام 1981 قد أظهرت أن فيلم عن على الأراضى الخصبة «أحسن فيلم في أوروبا». ولكن لم يتسلم اردان كرال الجائزة بسبب منعه من السفر خارج تركيا. لم يستطع اردان كرال العثور علي نيجاتيف الفيلم في فترةإنقلاب 1980 في تركيا. أرسل نور الدين سيزر النيجاتف إلى السويد لحمايته من الوصول إلى المنتجين.عقب العثور علي النتجاييف تم اختصار الفيلم في 12 دقيقة، وعُرض مرة أخرى بتاريخ 2 مايو 2008.

## موضوع الفيلم
إن الأصدقاء الثلاثة كوسا حسن، وبهليفان على، يوسف الذين من مدينة سيواس قد علموا بأن أبناء بلدتهم يمتلكوا مصنعاَ، بعد رحلة بالقطار ذهبوا إلى تشوكورفا.عندما ذهبوا إلى المدينة قرروا أن لا يبتعدوا عن بعضهم الآخر.عندما رأوا المدينة اندهشوا جداً.تأثروا بشكل المباني، السيارات.قد أعطى أبناء بلدتهم لهم عملاً في محلج للأقطان.عملوا تحت ظروف صعبة للغاية في المصنع. كانوا يتقابلون في الحظيرة التي استأجروها. لم يستطعوا التعود علي تصرفات أهل المدينة لكنهم استمروا في عملهم من أجل جمع المال.قد مرض كوسا حسن الذي يعمل في مصنع سولو كوزا، وقد وصل لحالة سيئة تمنعه من الذهاب إلى العمل. اعتنا به على، ويوسف لفترة ولكن بعد فترة تركا صديقهما المريض، وعملا في عمل جديد يمكن أن يوفر لهما راتب أكثر. اشتغلا في أعمال البناء.بعد فترة سمعا خبر وفاة حسن.قد أحب بهليفان على فتاة تُدعي فاطمة، وقد هرب معها.عندما كان يذهب بهليفان على إلى الملهي كانت زوجته علي علاقة مع صاحب عمل زوجها.إن بهليفان على الذي بدأ في العمل في حقول القمح قد استمر في عمله في ظروف صعبة للغاية. كان يتعامل أصحاب العمل مع العاملين بأسلوب سئ جداً.إن الأسطوات الذين تمردوا على الوضع قد تم طردهم من العمل.
كان الأسطوات يمدحوا بهليفان على الذي تعلم استخدام الماكينة، وبعد ذلك غضبوا منه. لكن في يوم اختل توازنه فسحقت الماكينة ساقه.إن الأغا الذي علم بهذا الوضع لم يحضر على إلى المستشفي لخوفه من إتساخ سيارته.قد نزف على حتي الموت أيضا لهذا السبب.إن العمال الذين تم طردهم من العمل في وقت سابق قد تمردوا علي الظلم، أحدثوا فوضى، دمروا كل شئ. إتخذ يوسف الذي يعمل بنّاء قراراً بالعودة إلى قريته. وقد إشتري لنفسه، ولزوجته، ولأطفاله ملابساً. ذهب إلى محطة القطار تقابل مع صديق بهليفان على والذي يكون عاملاً.عندما علم بموته قد حزن حزناً شديداً.إن العائلة التي رأت يوسف فرحت جداً.عندما تسألت زوجة كوسا حسن، ووالدة بهليفان على لماذا لم يأتوا فإن السعادة التي شعر بها يوسف تحولت إلى حزن.

## إنتاج وإخراج الفيلم
عندما كان يعمل أورهان كمال في محلج للأقطان في أضنة عام 1930 قد كتب كتاباً بعنوان على الأراضى الخصبة مبتعداً عن التجارب التي عاشها، رسم هذا الكتاب مظهراً عاماً لتركيا التي تسعي لمواكبة العصر وخصوصا تشوكوروفا. كان يحكي كمال في كتابه عن العمال الذين يقع على عاتقهم علاقات الإنتاج وكل أعباء العمل، وعن ظروف عمل الفلاحين وكفاحهم. كان يريد اردان كرال بأن يحول هذا الكتاب إلى عمل سينمائي في عام 1979. كانت 19 محافظة في تركيا تحت. الحكم العرفي الأيام التي عمل فيها كرال على إعداد الكتاب لتحويله إلى فيلم سينمائي.قال كرال:«إذن فنحن مثاليون، نعتقد بأننا نغير العالم بالأفلام.» شجع هذا الفكر اردان كرال لملائمة الكتاب للسينما لتحويله إلى عمل سينمائي. اشتري حقوق نشر الرواية، وبعد ذلك كلف محمود تالى أونجوران مهمة تحوبل الرواية إلى سيناريو. في ذلك الوقت أعجب وهبي كوتش صديق كرال بالفكرة. وانضم إلى فريق العمل كمنتج.في نفس الأيام كان يفكر تونجال كورتيز أيضا في تصوير فيلم لأعمال أورهان كمال وهي بيت الأب، سنوات المتشرد.تعرف تونجال كورتيز على اردان بفضل صديقه تيزر أوزلو. إن كرال الذي تحدث مع كورتيز عن الفيلم قال له: «بأنه سيشارك في تمثيل الفيلم وإنتاجه».إن كورتيز الذي قبل عرض التمثيل قد حول وظيفة الإنتاج إلى صديقه نور الدين سيزر بسب عدم اهتمامه كثيراً بالأمور المالية. بعد إعداد السيناريو بدأ كرال في تصوير فكرته في الحال لكن لم يعجب كرال بالسيناريو الذي كتبه محمود تالى أونجوران؛ وذلك بسبب أن كرال قد أراد تحويل الكتاب إلى فيلم سينمائي في شكل درامي -كوميدي. تم البدء في كتابة السيناريو من جديد. كتب كورتيز السيناريو بالتعاون مع كرال. قد أعطي كمال في كتابه أهمية كبيرة للحوار. إذا لم يختصر كرال الحوار فكر في أن مدة الفيلم لا تقل عن 5-6 ساعات. ولذلك وجد حلاً وهو توضيح الفكرة الرئيسة بالحوار، وطبقاً لذلك سيُعاد كتابة الحوار مرة أخرى. تسبب خبر تصوير اردان كرال لفيلم على الأراضى الخصبة في التحمس الشديد لممثلى مسرح أنقرة للفن.بمرورالوقت انضم الممثلون إلى الفيلم. في البداية فكروا في طارق اكان ليقوم بتمثيل شخصية بهليفان على الذي قام بتمثليها يامان أوكاى. ان اكان الذي مثل في فيلم القناة الفيلم السينمائي الأول لكرال هو في نفس الوقت أحد أصدقاء كورتيز.بعد سنوات قال كورتيز: «إن طارق اكان الذي تشاجر مع كرال قد ترك العمل في الفيلم». لكن أوضح كرال في وقت سابق بأنه لا يرغب في العمل مع طارق اكان؛ بسبب أنه مثل مع كورتيز في أفلام القناة القطيع.
أعلن كرال أيضا بأنه ندم؛ بسب أنه لم يعمل مع طارق اكان. تكون فريق عمل يضم ممثلي مسرح أنقرة للفن، والممثلين الذين قاموا بأدوار في أفلام تتناول الواقع الاجتماعي. ذهب فريق العمل إلى تشوكوروفا. اتخذوا قراراً بالذهاب إلى الأماكن التي سيتم فيها تصوير الفيلم.تعرف الممثل أركان يوجال على العمال الذين يعملوا بالمنطقة، تحدث معهم، ولاحظ طريقة تصرفهم. استلهم يوجال طريقة تشارلي تشابلن لتبسيط القصة قليلاً. حدثت بعض المشكلات في مكان تصوير الفيلم.حدثت مشاجرة بين كورتيز ووهبى كوتش في نهاية أول أسبوع من بداية التصوير. استغني كورتيز عن كوتش، وبعد ذلك أراد كوتش أيضا المال الذي أنفقه على الفيلم؛ بسبب هذا الموقف بدأت المشاكل المادية.طلب كرال المساعدة من بعض الممثلين.إن أرول ديميرأوز الذي ذهب إلى أنقرة قد باع أساور والدته، وأخته الكبرى، وأحضر المال الذي ادخره في البنك. جمعوا مقدار معين من المال.
لكن عندما انتهي المال ترك العاملون بالفيلم العمل قائلون بأنهم لايستيطعيوا أخذ راتبهم. بدأ الممثلون في العمل خلف الكاميرا وأيضاأمام الكاميرا. كانت الحشرات تمثل أيضا مشكلة أخرى ولكن بعد فنرة قصيرة استطاعوا حل هذه المشكلة.إن الجماعات التي تتبع الفكر اليميني التي تعيش في هذه المنطقة انزعجوا من تصوير الفيلم هناك؛ بسبب اعتقادهم بأن العاملين بالفيلم يتبعوا الفكر اليسارى. لذلك تناوب الممثلون في وقت الليل.بالرغم من كل العقبات فقد أنهوا التصوير. في أول مونتاج للفيلم كانت مدته ثلاث ساعات. إن كرال الذي شاهد الفيلم مرة أخرى لم يرض عن هذا العمل، قام سيزر دورو، وأورهان دورو، وتيزر أوزلو، وديمير أوزلو بعمل مونتاج للفيلم مرة أخرى.فكانت مدة الفيلم ساعتين وعشر دقائق.إن كرال الذي شاهد الفيلم قد أظهر ردة فعله قائلاً:«لقد جعلتم فيلمى الملحمى فيلماً أمريكياً». لكن بعد ذلك أقنع كورتيز كرال.

## عرض الفيلم
كان يُخططَ لعرض الفيلم أول مرة في مهرجان أنطاليا للفيلم الذي كان سيبدأ في 13 سبتمبر 1980. ولكن قبل بدء المهرجان بيوم واحد حدث انقلاب 12 سبتمبر.عُرض فيلم على الأراضى الخصبة بعد الانقلاب. لم يُعرفَ ما المدة التي استمر فيها عرض الفيلم. قال ممثلو الفيلم:«أن مدة عرض الفيلم استمرت أسبوعاً». قال أرول ديميرأوز عن هذا الموضوع:«أشاهد كل فيلم من أفلامى العديد من المرات ولكن أستطيع مشاهدة هذا الفيلم مرة واحدة». إن الحكم العرفي في أضنة وجد الفيلم غير مناسب، وقد منع عرضه. قال سمانجلر:«بأن سبب ذلك هو اتخاذ الفيلم من قصة التمرد مصدراًله». وبعد عام واحد من الانقلاب عُرض الفيلم مرة أخرى في مهرجان انطاليا للفيلم.فاز فيلم على الأراضى الخصبة في المسابقة.طلب وزير الثقافة ورئيس جهاز السينما من عضو لجنة التحكيم بورتشاك افران بأن يترك أمر منح جائزة أحسن فيلم لهم، قد اندهش افران جداً لهذا العرض. لاحظ بأنهم يعملوا على منع احتمال حصول فيلم على الأراضى الخصبة علي جائزة أحسن فيلم. أراد افران منح الجائزة لفيلم على الأراضى الخصبة في اجتماع لجنة التحكيم لكن لم يوافق أعضاء الوزارة على ذلك. في هذا العام لم يحصل أي فيلم على جائزة أحسن فيلم. فاز كرال بجائزة أحسن مخرج، كما فاز أيضا يامان اوكاى بجائزة أحسن ممثل مساعد.إن كرال الذي علم بحدوث جدلات في لجنة التحكيم قد رفض استلام جائزته.
اختارت جمعية كًتاب السينما فيلم على الأراضى الخصبة كأحسن فيلم لهذا العام.تم عمل تصويت في ستراسبورغ لاختيار أحسن فيلم أُنتج في أوروبا.قد حاز الفيلم على المركز الأول.تم اتخاذ قراراً باختيار فيلم على الأراضى الخصبة كأحسن فيلم لعام 1981 في أوروبا. لم يستطع اردان كرال أن يذهب إلى باريس لاستلام الجائزة؛ بسبب قرار منع سفره خارج البلاد. ولذلك ذهب الوكلاء إلى إسطنبول لمنح الجائزة لكرال لكن منع بعض الأشخاص كرال، وأبعدوه عن الوكلاء.ذهب كرال إلى باريس بعد خمس سنوات لاستلام الجائزة. في تلك الأثناء اختفي نيجاتيف الفيلم.بحث اردان كرال عن نيجاتيف الفيلم لمدة سنوات .حتي أنه أوصي عائلته في حالة موته بأن يجدوا النيجاتيف .بعد سنوات استطاع كرال أن يجد النيجاتيف.
أرسل نور الدين سيزرالنيجاتيف إلى السويد لحمايته من الوصول للمنتجين، لكن كان يدافع تونجال كورتيز عن فكرة عدم اختفاء نيجاتيف الفيلم. طبقا لكلام كورتيز فإن أحد المنتجين قد أرسل النيجاتيف إلى السويد. وأنه لديه فيلمان وهما جول حسن، وأخي بعد عدم استطاعته بيع الأفلام أفلس، استقر في برلين. بعد أن أخذ كرال النيجاتيف فقد قامت شركة ميديا فزيون فيلم بتوزيع فيلم على الأراضى الخصبة، كما قامت شركة بولر فيلم -ارماك فيلم بعرض الفيلم في 2 مايو 2008. على دوغراماجي، نويفت بينجول، على فاطنسافر قد صمموا إعلان الفيلم يشابه إعلانات أفلام شريك الثالث، الأمل الأخير. قالت أتاليا دورسوي الناقدة السينمائية عن الفيلم:"أن رواية أورهان كمال التي تتناول قضية العمال الموسمين في تشوكوروفا هي ربما تكون من أجمل الأعمال لكاتبنا". كتبت قائلةً:"إن الفيلم الذي استلهم فكرته اردان كرال من هذه الرواية له أثر مهم في تركيا التي عاشت فترة من القلق والاضطراب في 12 سبتمبر، إن هذا الفيلم الذي يتكون من فريق عمل شخصياته متعددة ووفيرة يعرض لنا مشاهد لا تُنسي نابعة من جانب حياة راقبها كمال بنفسه الذي من أضنة، أنه احتفالاً كبيراً بالنسبة لمتابعي السينما التركية". قال ظاهر ألبرس كاتب موقع BeyazPerde.com : إن فيلم على الأراضى الخصبة الذي يعد نموذجاً يطبق مفهوم الأدب الجيد قد اقتبس جزءاً من الرواية التي اتخذها مصدراً له وفي نفس الوقت ظل منتمياً للرواية، يحكي الفيلم عن معيشة الناس الجائعة والمريضة في ظل الفقر والحرمان، كما يحكي أيضا عن الأشخاص الذين يستطيعوا أن يدوسوا بقدمهم على أي شئ من أجل تحقيق مصالحهم الشخصية."كما قال أيضا:"لا يتم عمل مثل هذا النوع من الأفلام كثيراً".قد أخذ فيلم على الأراضى الخصبة تقيماً 8.5 درجة من 10 من موقع IMDb. لقد حصل على 6.8 من 10 في تصويت موقع Sinemalar.com. في موقع Sinema.com قد حصل أيضا علي 8.1 درجة. أما في تصويت موقع BeyazPerde.com فقد استطاع أن يحصل علي 5.1 درجة.

## روابط خارجية
- مقالات تستعمل روابط فنية بلا صلة مع ويكي بيانات